# بيت أمين الإسلامي

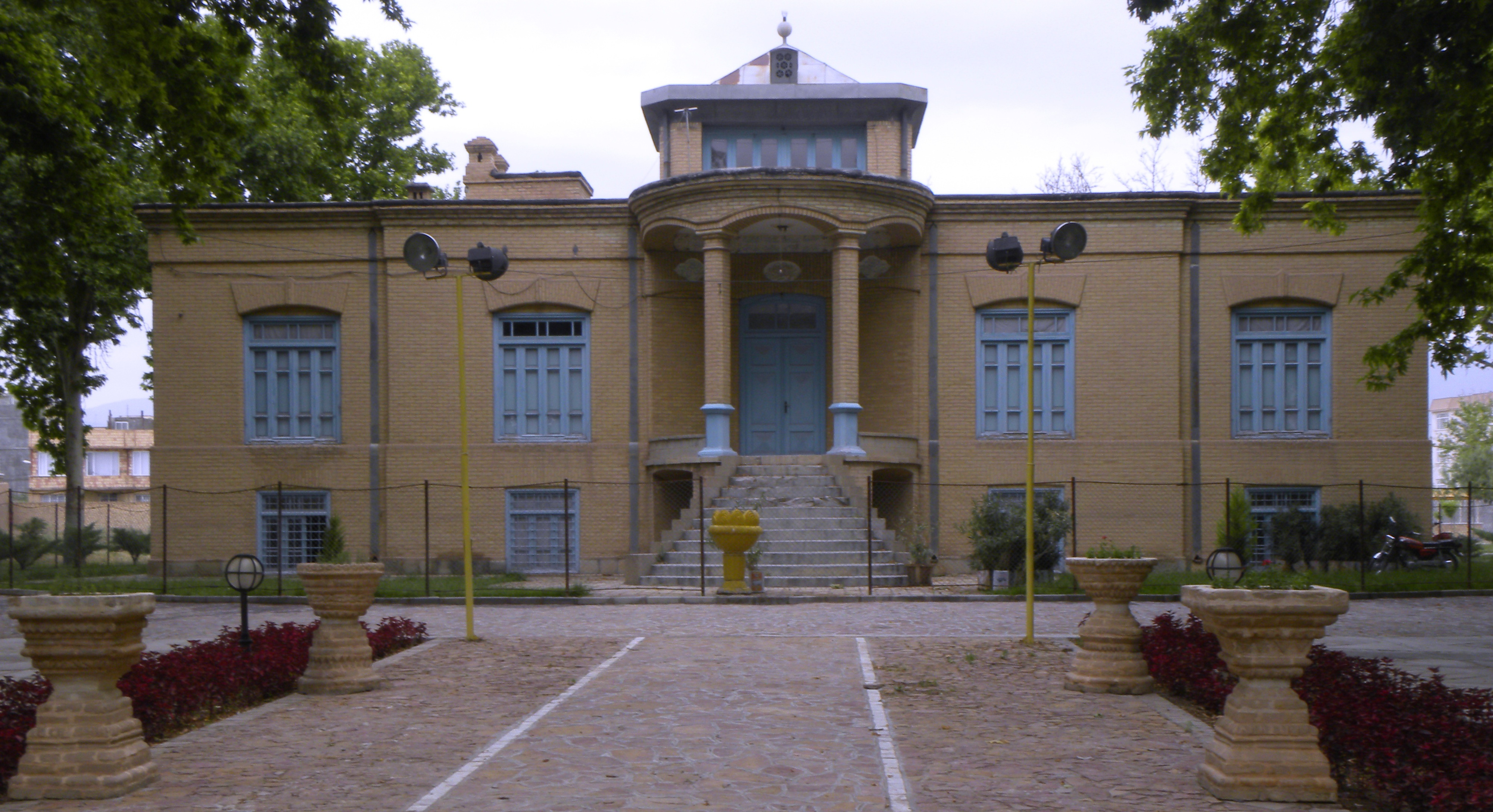
منزل أمین الإسلامي

بيت أمين الإسلامي من بيوت أقدم في نيسابور ، مسجلة كأثر تاريخي. بيت هو منزل امين الإسلامي أسست في ثلاثينيات. وتبلغ المساحة الإجمالية 32 ألف متر مربع . الآن البيت ، حديقة عمومية ومكان للاحتفالات و الفرحة.

## مصدر
- ويكيبيديا الفارسية

1. 1 2 3 4  وصلة مرجع: https://razheh.com/buildings/خانه%20امین%20اسلامی.
2. 1 2 3 4  "Wiki Loves Monuments monuments database". 6 نوفمبر 2017.
3. ↑  وصلة مرجع: https://www.irna.ir/news/9676632/عملیات-احداث-خیابان-از-داخل-باغ-تاریخی-امین-اسلامی-نیشابور.